# Queen of Rock ’n’ Roll
Queen of Rock ’n’ Roll (с англ. — «Королева рок-н-ролла») — посмертный альбом-компиляция американской певицы Тины Тёрнер, выпущенный 24 ноября 2023 года на лейбле Rhino Entertainment. В нём содержатся 55 синглов Тернер с 1975 по 2020 год в хронологическом порядке, включая новую версию песни 1996 года «Something Beautiful Remains» Терри Бриттена под названием «Something Beautiful». Хотя полная версия будет выпущена физически на 5 пластинках и 3 компакт-дисках, она также будет выпущена в 12-дорожечном виниловом издании. Физические версии будут содержать предисловие соавтора и друга Тёрнер Брайана Адамса.
Это первый музыкальный проект Тёрнер, выпущенный после её смерти 24 мая 2023 года.

## Список композиций
| №                   | Название                                   | Длительность |
| ------------------- | ------------------------------------------ | ------------ |
| 1.                  | «Whole Lotta Love»                         | 4:05         |
| 2.                  | «Acid Queen»                               | 3:01         |
| 3.                  | «Root, Toot Undisputable Rock 'n' Roller»  | 4:29         |
| 4.                  | «Viva La Money»                            | 3:14         |
| 5.                  | «Sometimes When We Touch»                  | 3:54         |
| 6.                  | «Music Keeps Me Dancin'»                   | 3:49         |
| 7.                  | «Let’s Stay Together» (Single Version)     | 3:36         |
| 8.                  | «Help»                                     | 4:30         |
| 9.                  | «What's Love Got to Do with It»            | 3:48         |
| 10.                 | «Better Be Good to Me»                     | 5:11         |
| 11.                 | «Private Dancer» (single edit)             | 3:57         |
| 12.                 | «I Can’t Stand the Rain»                   | 3:41         |
| 13.                 | «Show Some Respect»                        | 3:18         |
| 14.                 | «We Don’t Need Another Hero (Thunderdome)» | 4:15         |
| 15.                 | «One of the Living»                        | 4:11         |
| 16.                 | «It's Only Love» (c Брайаном Адамсом)      | 3:15         |
| 17.                 | «Typical Male»                             | 4:18         |
| 18.                 | «Two People»                               | 4:11         |
| 19.                 | «What You Get Is What You See»             | 4:31         |
| 20.                 | «Girls»                                    | 4:56         |
| Общая длительность: | Общая длительность:                        | 78:42        |

| №                   | Название                                            | Длительность |
| ------------------- | --------------------------------------------------- | ------------ |
| 1.                  | «Break Every Rule»                                  | 4:02         |
| 2.                  | «Paradise Is Here»                                  | 5:35         |
| 3.                  | «Afterglow»                                         | 4:30         |
| 4.                  | «Tearing Us Apart» (с Эриком Клэптоном)             | 4:15         |
| 5.                  | «Addicted to Love» (Live at Camden Palace, London)  | 5:10         |
| 6.                  | «A Change Is Gonna Come» (Live)                     | 6:44         |
| 7.                  | «Tonight» (с Дэвидом Боуи; Live at NEC, Birmingham) | 4:15         |
| 8.                  | «River Deep, Mountain High» (Live in Europe)        | 4:11         |
| 9.                  | «The Best» (Edit)                                   | 4:08         |
| 10.                 | «Steamy Windows»                                    | 4:03         |
| 11.                 | «I Don’t Wanna Lose You»                            | 4:20         |
| 12.                 | «Look Me in the Heart»                              | 3:46         |
| 13.                 | «Foreign Affair» (Edit)                             | 3:44         |
| 14.                 | «Be Tender with Me Baby»                            | 4:18         |
| 15.                 | «It Takes Two» (с Родом Стюартом)                   | 4:13         |
| 16.                 | «Nutbush City Limits (The 90s Version)»             | 3:43         |
| 17.                 | «Love Thing»                                        | 4:28         |
| 18.                 | «Way of the World»                                  | 4:22         |
| Общая длительность: | Общая длительность:                                 | 79:47        |

| №                   | Название                                                       | Длительность |
| ------------------- | -------------------------------------------------------------- | ------------ |
| 1.                  | «I Want You Near Me»                                           | 4:28         |
| 2.                  | «I Don’t Wanna Fight» (Single Edit)                            | 4:26         |
| 3.                  | «Disco Inferno»                                                | 4:03         |
| 4.                  | «Why Must We Wait Until Tonight» (7" Single Edit)              | 4:30         |
| 5.                  | «Proud Mary» (Edit)                                            | 4:10         |
| 6.                  | «GoldenEye»                                                    | 4:41         |
| 7.                  | «Whatever You Want» (Alternative Mix)                          | 4:40         |
| 8.                  | «On Silent Wings» (Single Edit)                                | 4:22         |
| 9.                  | «Missing You» (Single Edit)                                    | 4:02         |
| 10.                 | «In Your Wildest Dreams» (при участии Барри Уайта; Radio Edit) | 3:58         |
| 11.                 | «Cose della vita» (с Эросом Рамаццотти)                        | 4:48         |
| 12.                 | «When the Heartache Is Over»                                   | 3:45         |
| 13.                 | «Whatever You Need»                                            | 4:44         |
| 14.                 | «Open Arms»                                                    | 4:01         |
| 15.                 | «Teach Me Again»                                               | 4:33         |
| 16.                 | «What’s Love Got to Do with It» (Kygo Remix)                   | 3:26         |
| 17.                 | «Something Beautiful» (2023 Version)                           | 5:16         |
| Общая длительность: | Общая длительность:                                            | 73:53        |

24 из 55 треков помечены как подвергнутые ремастерингу в период с 1994 по 2023.